# Trogoderma punctatum
Trogoderma punctatum là một loài bọ cánh cứng trong họ Dermestidae. Loài này được Broun miêu tả khoa học năm 1886.